# Cupa României 1939/40
Der Cupa României im Jahr 1940 war das siebente Turnier um den rumänischen Fußballpokal. Sieger wurde zum vierten Mal in Folge Rapid Bukarest. Das Finale gegen Venus Bukarest musste dreimal wiederholt werden, da zuvor – auch nach Verlängerung – drei Spiele unentschieden endeten. Dadurch stand der Sieger nicht wie üblich zur Jahresmitte, sondern erst im November fest.

## Modus
Die Klubs der Divizia A stiegen erst in der Runde der letzten 32 Mannschaften ein. Es wurde zunächst jeweils nur eine Partie ausgetragen. Stand diese nach 90 Minuten unentschieden, folgte eine Verlängerung von 30 Minuten. Erst wenn diese ebenfalls unentschieden endete, wurde ein Rückspiel ausgetragen, um eine Entscheidung herbeizuführen. Endete auch das Rückspiel nach Verlängerung unentschieden, wurde so lange das Heimrecht getauscht, bis ein Sieger feststand.

## Sechzehntelfinale
| Datum             |                                | Ergebnis             |                          |
| ----------------- | ------------------------------ | -------------------- | ------------------------ |
| 8. September 1939 | Rapid Bukarest                 | 5:2 (4:0)            | Socec Lafayette Bukarest |
| 12. November 1939 | Astra Sportivă Metrom Brașov   | 2:1 (1:1)            | CS Lonea                 |
|                   | FC Brăila                      | 2:1 (0:1)            | AMEF Arad                |
|                   | Carmen Bukarest                | 5:2 (4:1)            | Gloria Bukarest          |
|                   | Olympia Bukarest               | 4:4 n. V. (3:3, 1:1) | FC Carpați Baia Mare     |
|                   | Unirea Tricolor Bukarest       | 4:0 (3:0)            | Viforul Dacia Bukarest   |
|                   | Caurom Cernăuți                | 2:9 (1:4)            | Victoria Cluj            |
|                   | Dragoș Vodă Cernăuți           | 4:3 (3:2)            | Ripensia Timișoara       |
|                   | Macabi Chișinău                | 1:4 (1:1)            | AS Constanța             |
|                   | Industria Sârmei Câmpia Turzii | 1:0 (1:0)            | Maccabi Bukarest         |
|                   | FC Craiova                     | 0:1 (0:1)            | Sportul Studențesc       |
|                   | Metalosport Ferdinand          | 1:2 (0:2)            | CAM Timișoara            |
|                   | Sparta Mediaș                  | 2:6 (1:4)            | Venus Bukarest           |
|                   | FC Ploiești                    | 1:0 (0:0)            | Juventus Bukarest        |
|                   | SSM Reșița                     | 5:2 n. V. (2:2, 1:2) | UDR Reșița               |
|                   | Olimpia CFR Satu Mare          | 3:1 (3:0)            | Gloria CFR Galați        |
| 18. Februar 1940  | FC Carpați Baia Mare           | 4:0 (3:0)            | Olympia Bukarest         |

## Achtelfinale
| Datum            |                              | Ergebnis             |                                |
| ---------------- | ---------------------------- | -------------------- | ------------------------------ |
| 27. Februar 1940 | FC Carpați Baia Mare         | 13:0 1               | SSM Reșița                     |
|                  | Astra Sportivă Metrom Brașov | 10:3 1               | Dragoș Vodă Cernăuți           |
|                  | AS Constanța                 | 10:3 1               | Rapid Bukarest                 |
|                  | Venus Bukarest               | 5:2 (2:1)            | Carmen Bukarest                |
|                  | Victoria Cluj                | 5:2 (2:2)            | Industria Sârmei Câmpia Turzii |
|                  | Olimpia CFR Satu Mare        | 1:2 n. V. (1:1, 1:0) | FC Brăila                      |
|                  | CAM Timișoara                | 1:5 (1:3)            | Sportul Studențesc             |
| 6. März 1940     | Unirea Tricolor Bukarest     | 1:2 n. V. (1:1, 0:0) | FC Ploiești                    |

## Viertelfinale
| Datum         |                    | Ergebnis  |                      |
| ------------- | ------------------ | --------- | -------------------- |
| 16. März 1940 | Venus Bukarest     | 3:1 (2:0) | FC Carpați Baia Mare |
| 17. März 1940 | FC Brăila          | 2:0 (0:0) | Victoria Cluj        |
|               | Rapid Bukarest     | 2:0 (2:0) | FC Ploiești          |
|               | Sportul Studențesc | 6:2 (3:1) | Dragoș Vodă Cernăuți |

## Halbfinale
| Datum          |                | Ergebnis  |                    |
| -------------- | -------------- | --------- | ------------------ |
| 28. April 1940 | FC Brăila      | 0:2 (0:2) | Rapid Bukarest     |
|                | Venus Bukarest | 4:2 (2:1) | Sportul Studențesc |

## Finale
| Paarung        | Rapid Bukarest – Venus Bukarest |
| Ergebnis       | 2:2 n. V. (2:2, 2:1) |
| Datum          | 30. April 1940 |
| Stadion        | Stadionul ANEF, Bukarest |
| Zuschauer      | 20.000 |
| Schiedsrichter | Emil Kroner (Bukarest) |
| Tore           | 1:0 Iuliu Baratky (22.) 2:0 Vilim Šipoš (33.) 2:1 Traian Iordache (42.) 2:2 Silviu Ploeșteanu (86.) |
| Rapid Bukarest | Petre Rădulescu, Zoltan Marton, Iosif Lengheriu, Vintilă Cossini, Gheorghe Rășinaru, Ioachim Moldoveanu, Vilim Šipoš, Radu Florian, Iuliu Baratky, Stefan Auer, Ion Bogdan Cheftrainer: Stefan Auer           |
| Venus Bukarest | Mircea David, Lazăr Sfera, Alexandru Negrescu, Rudolf Demetrovici, Gusztáv Juhász, Ioan Lupaș, Cornel Orza, Silviu Ploeșteanu, Traian Iordache, Iuliu Bodola, Nicolae Ene Cheftrainer: Béla Jánossy ( Ungarn) |

### 1. Wiederholung
| Paarung        | Venus Bukarest – Rapid Bukarest |
| Ergebnis       | 4:4 n. V. (4:4, 3:2) |
| Datum          | 9. Juni 1940 |
| Stadion        | Stadionul ANEF, Bukarest |
| Schiedsrichter | Emil Kroner (Bukarest) |
| Tore           | 1:0 Kostas Humis (5.) 1:1 Dan Gavrilescu (8.) 1:2 Iuliu Baratky (10.) 2:2 Cornel Orza (16.) 3:2 Kostas Humis (18.) 4:2 Iuliu Bodola (52.) 4:3 Vilim Šipoš (61.) 4:4 Stefan Auer (79.)                          |
| Venus Bukarest | Mircea David, Lazăr Sfera, Alexandru Negrescu, Rudolf Demetrovici, Gusztáv Juhász, Ioan Lupaș, Cornel Orza, Silviu Ploeșteanu, Traian Iordache, Iuliu Bodola, Kostas Humis Cheftrainer: Béla Jánossy ( Ungarn) |
| Rapid Bukarest | Ioan Negru, Zoltan Marton, Iosif Lengheriu, Vintilă Cossini, Gheorghe Rășinaru, Ioachim Moldoveanu, Vilim Šipoš, Dan Gavrilescu, Iuliu Baratky, Stefan Auer, Ion Bogdan Cheftrainer: Stefan Auer               |

### 2. Wiederholung
| Paarung        | Rapid Bukarest – Venus Bukarest |
| Ergebnis       | 2:2 n. V. (1:1, 0:0) |
| Datum          | 27. Oktober 1940 |
| Stadion        | Stadionul Giulești, Bukarest |
| Schiedsrichter | Tică Iliescu (Bukarest) |
| Tore           | 1:0 Iuliu Baratky (58.) 1:1 Traian Iordache (85.) 2:1 Iuliu Baratky (93.) 2:2 Alfred Eisenbeisser (103.) |
| Rapid Bukarest | Ioan Negru, Iosif Slivăț, Iosif Lengheriu, Vintilă Cossini, Gheorghe Rășinaru, Ioachim Moldoveanu, Vilim Šipoš, Dan Gavrilescu, Iuliu Baratky, Stefan Auer, Ion Bogdan Cheftrainer: Stefan Auer                       |
| Venus Bukarest | Mircea David, Ionescu Crum, Gheorghe Brandabura, Alexandru Negrescu, Alfred Eisenbeisser, Ioan Lupaș, Nicolae Ene, Silviu Ploeșteanu, Traian Iordache, Petea Vâlcov, Kostas Humis Cheftrainer: Béla Jánossy ( Ungarn) |

### 3. Wiederholung
| Paarung        | Rapid Bukarest – Venus Bukarest |
| Ergebnis       | 2:1 (0:0) |
| Datum          | 8. November 1940 |
| Stadion        | Stadionul ANEF, Bukarest |
| Schiedsrichter | Mihail Petrescu (Bukarest) |
| Tore           | 1:0 Iuliu Baratky (57.) 2:0 Dan Gavrilescu (74.) 2:1 Alfred Eisenbeisser (86.) |
| Rapid Bukarest | Róbert Szádowsky, Iosif Slivăț, Iosif Lengheriu, Vintilă Cossini, Gheorghe Rășinaru, Ioachim Moldoveanu, Vilim Šipoš, Dan Gavrilescu, Iuliu Baratky, Ion Jurcă, Ion Bogdan Cheftrainer: Stefan Auer                  |
| Venus Bukarest | Mircea David, Lazăr Sfera, Gheorghe Brandabura, Alexandru Negrescu, Alfred Eisenbeisser, Ioan Lupaș, Nicolae Ene, Silviu Ploeșteanu, Traian Iordache, Petea Vâlcov, Kostas Humis Cheftrainer: Béla Jánossy ( Ungarn) |